# Реталлик, Броди
Бро́ди Рета́ллик (англ. Brodie Retallick, родился 31 мая 1991 в Рангиоре) — новозеландский регбист, выступающий за клуб «Кобелко Стилерз» на позиции форварда второй линии. Лучший регбист 2014 года.

## Карьера
Броди Реталлик родился в Рангиоре, позднее учился в Крайстчерче.
В 2010 году дебютировал в Кубке ITM в составе «Хокс-Бей». В 2011 году в составе молодёжной сборной Новой Зеландии принимал участие в чемпионате мира, который новозеландцы выиграли.
В 2012 году Реталлик дебютировал в Супер Регби в составе «Чифс». 9 июня того же года впервые в карьере вышел на поле в составе основной сборной Новой Зеландии в тест-матче с Ирландцами. Принимал активное участие в играх Чемпионата регби 2012 и всего за год сыграл в 13 матчах за сборную.
В 2014 году составил вместе с Сэмом Уайтлоком основную пару новозеландских форвардов второй линии, а по итогам года был признан IRB Игроком года.
Броди Реталлик вошёл в состав сборной Новой Зеландии на чемпионат мира 2015 года и играл во всех играх «All Blacks» кроме матча группового этапа с Намибией. По итогам первенства мира Реталлик стал лучшим игроком по количеству перехваченных коридоров (6).